# Tronfjellet
Tron eller Tronfjell eller Tronden er et 1.666 meter højt bjerg, der ligger i Alvdal kommune i Innlandet fylke i Norge, ved grænsen til Tynset i nord og øst. Nærmeste fjeldmassiv i øst er Fonnåsfjellet.
Tron er kun det 904. højeste bjerg i Norge på en liste over bjerge med primærfaktor over 50 meter, men står frit og markant i landskabet.
Den indiske filosof Swami Sri Ananda Acharya boede store dele af livet på Tron og planlagde at bygge et Fredsuniversitet på Flat-tron – et plateau på fjeldet. Alvdal kommune har afsat et 875 dekar stort område på Flattronden med tanke på at forberede området til fredscenter, turistformål og beværtning, idrætsanlæg, hangglidervirksomhed, og andet friluftsliv
I forbindelse med bygning af radio- og fjernsynssender i 1960'erne blev Norges næsthøjest beliggende bilvej bygget op til toppen.

## Eksterne kilder og henvisninger
1. ↑  Liste over Norske fjell med høy primærfaktor.